# Маканчі
Маканчі́ (каз. Мақаншы) — село, центр Маканчинського району Абайської області Казахстану. Адміністративний центр та єдиний населений пункт Маканчинського сільського округу.
Населення — 11929 осіб (2021; 12242 у 2009, 13125 у 1999, 13915 у 1989).
Національний склад станом на 1989 рік:
- казахи — 100 %